# 蘇哈茹里夫卡
47°28′47″N 30°7′57″E / 47.47972°N 30.13250°E
蘇哈-茹里夫卡（烏克蘭語：Суха Журівка）是位於烏克蘭西南部的村莊，由敖德萨州贝雷济夫卡区的希里亞耶韋市鎮負責管轄。該村始建於1857年，面積0.78平方公里，海拔高度68米，2001年人口163，人口密度每平方公里208.97人。